# Sierra Nevada de Santa Marta
De Sierra Nevada de Santa Marta is een kustgebergte in het noorden van Colombia.
Het is het hoogste kustgebergte ter wereld. De hoogste toppen zijn de Pico Cristóbal Colón en de Pico Simón Bolívar, en liggen slechts 42 kilometer van de Caraïbische Zee, terwijl de pieken 5.775 meter hoog zijn.
De stad Santa Marta ligt ten noordwesten van de Sierra Nevada de Santa Marta en in het massief liggen twee nationale parken die deel uitmaken van UNESCO's Mens- en Biosfeerprogramma en dus beide ook de titel biosfeerreservaat hebben. Het gaat om het Nationaal Park Sierra Nevada de Santa Marta en Nationaal Park Tayrona.

## Galerij

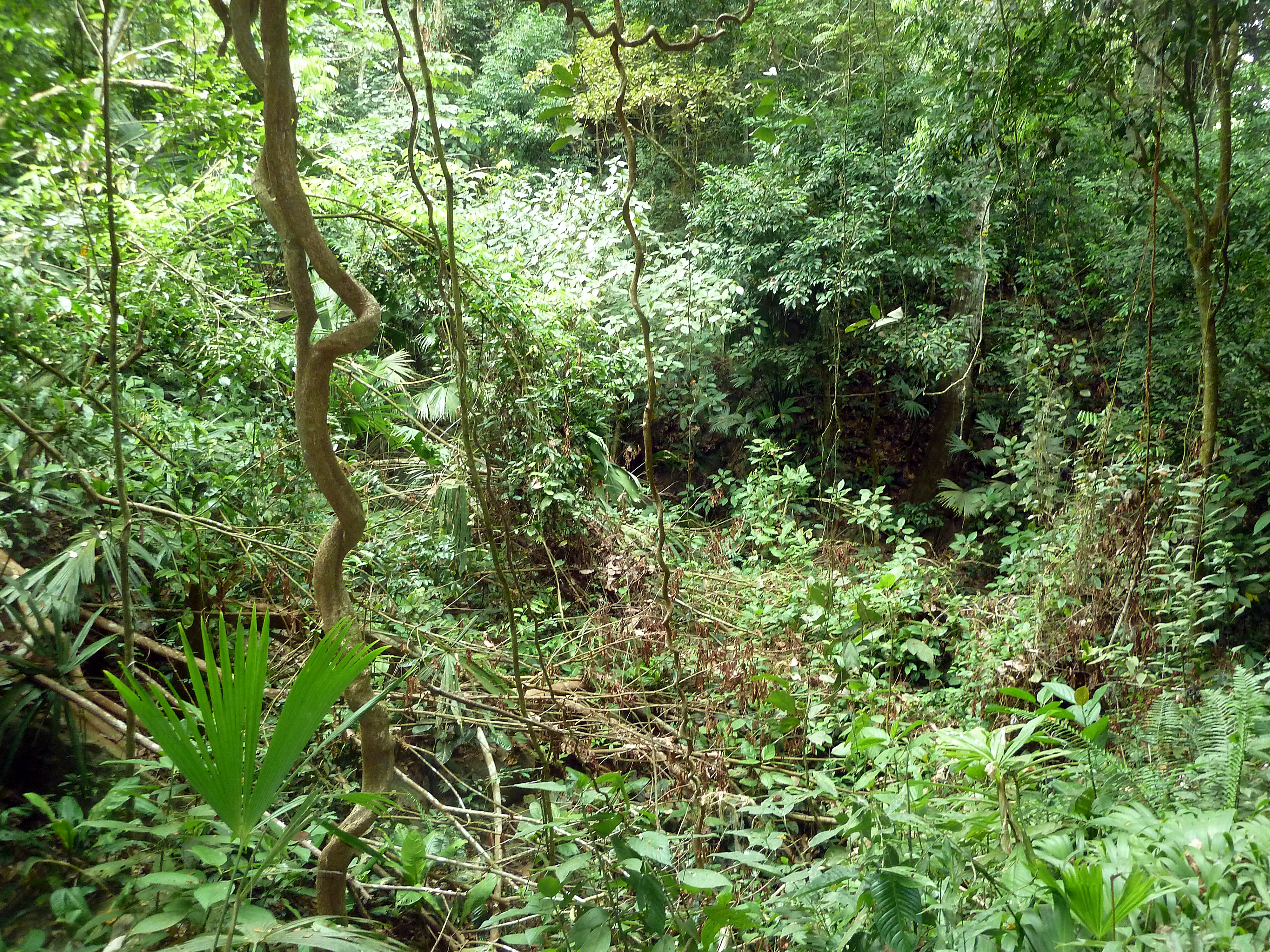
Tropisch woud in Nationaal Park Tayrona.
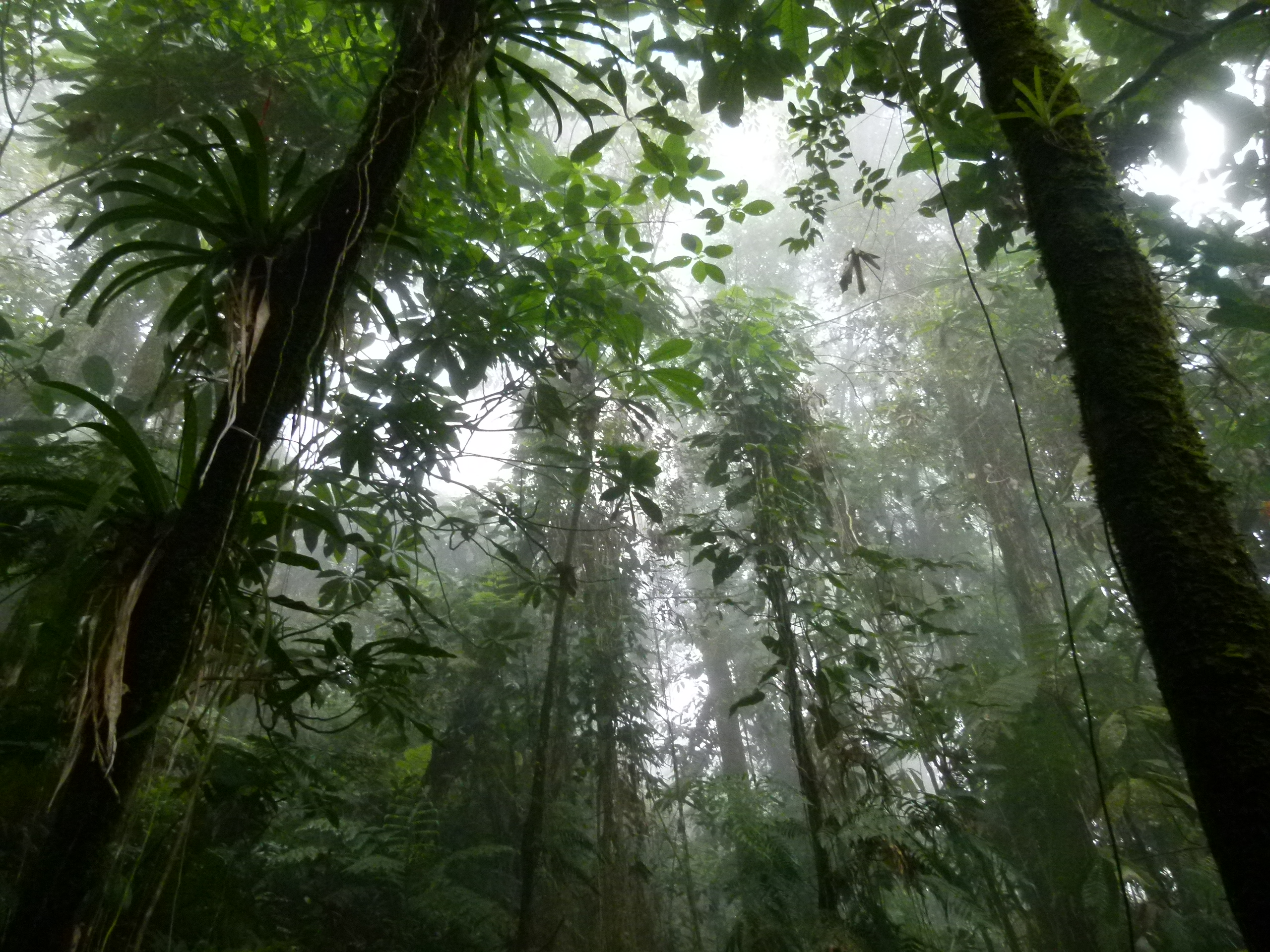
Nevelwoud in Nationaal Park Sierra Nevada de Santa Marta.
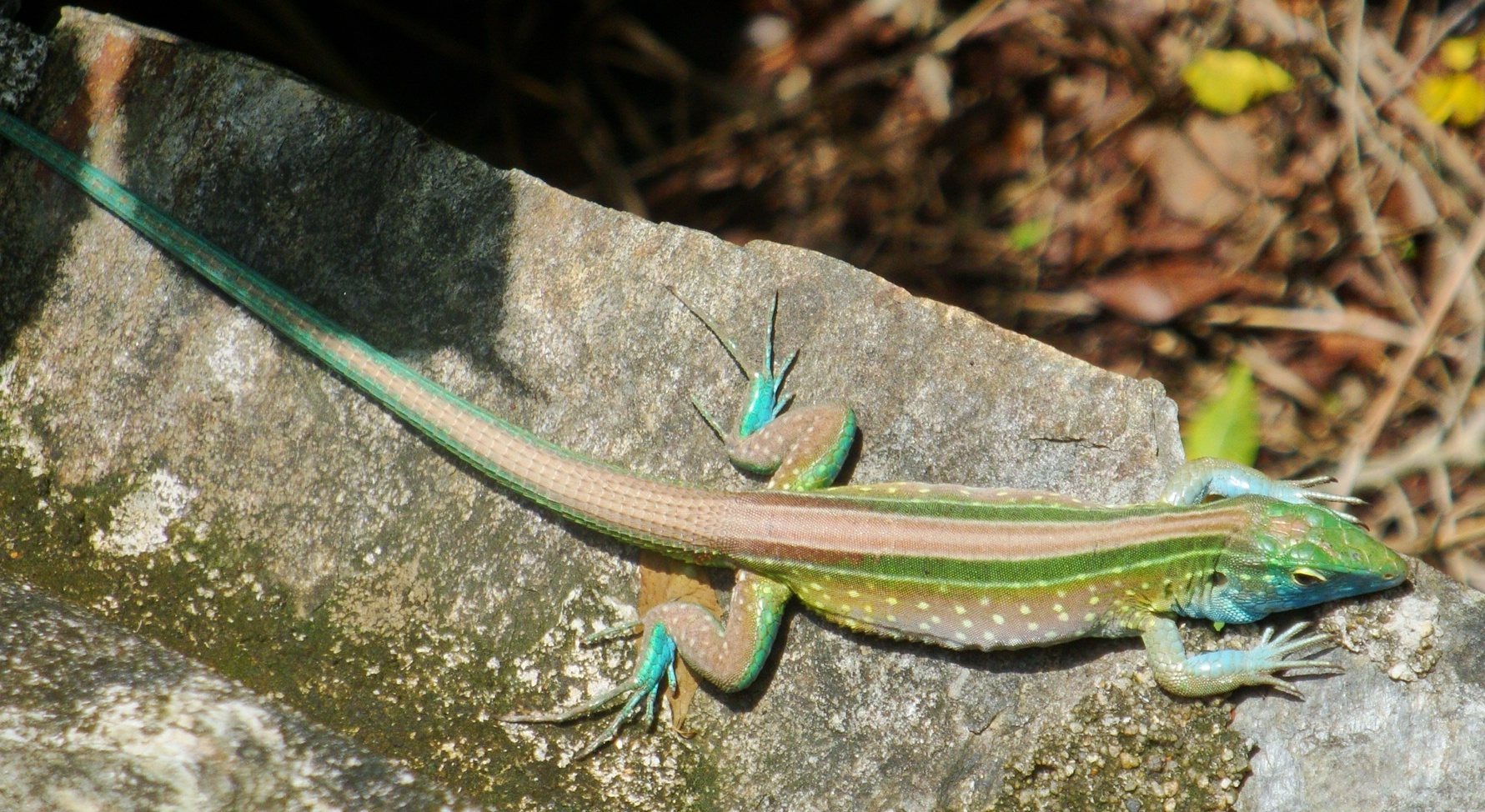
Een wenkpootje (Cnemidophorus lemniscatus) in N.P. Tayrona.
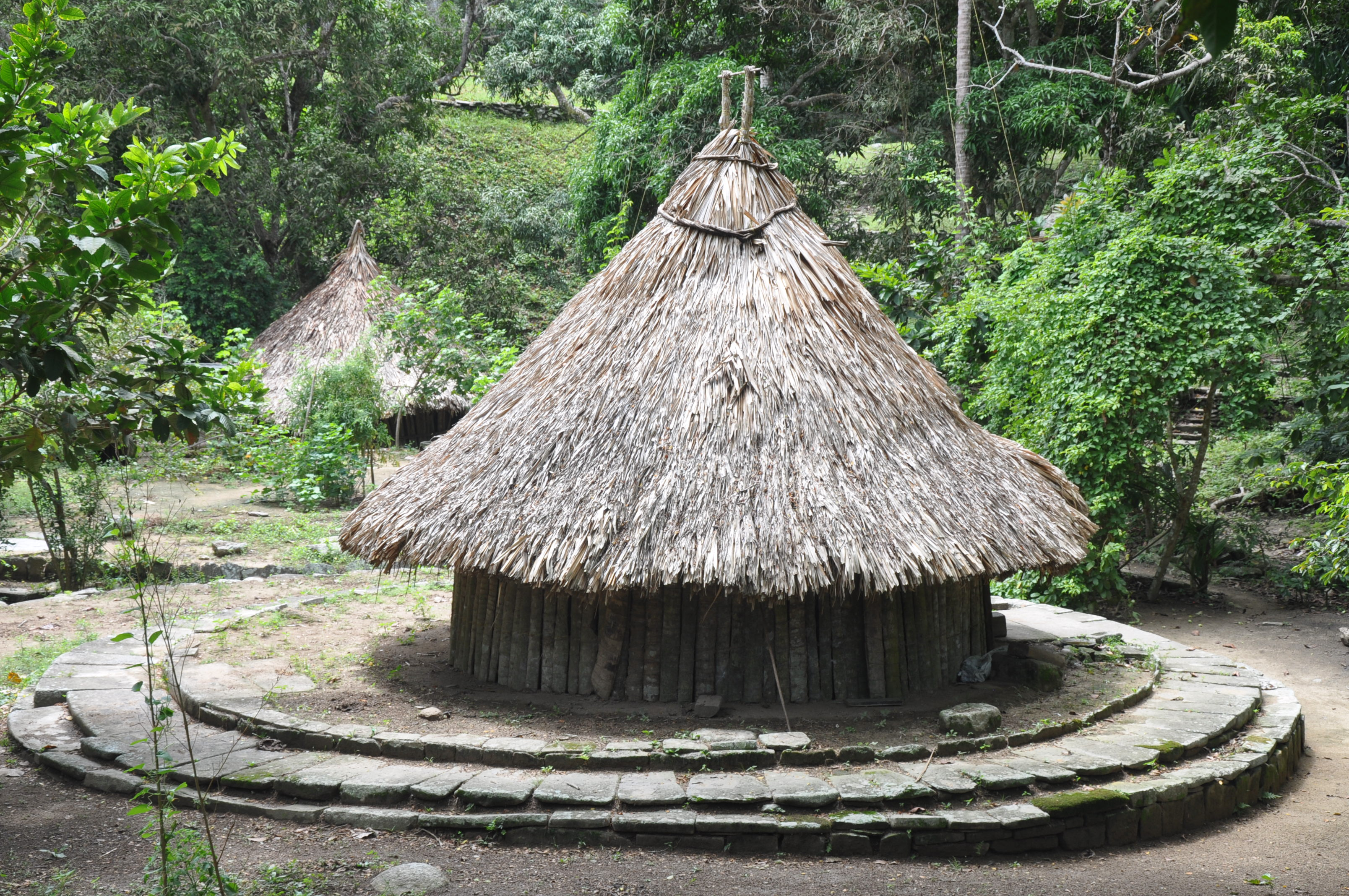
Houten huisjes in N.P. Tayrona.
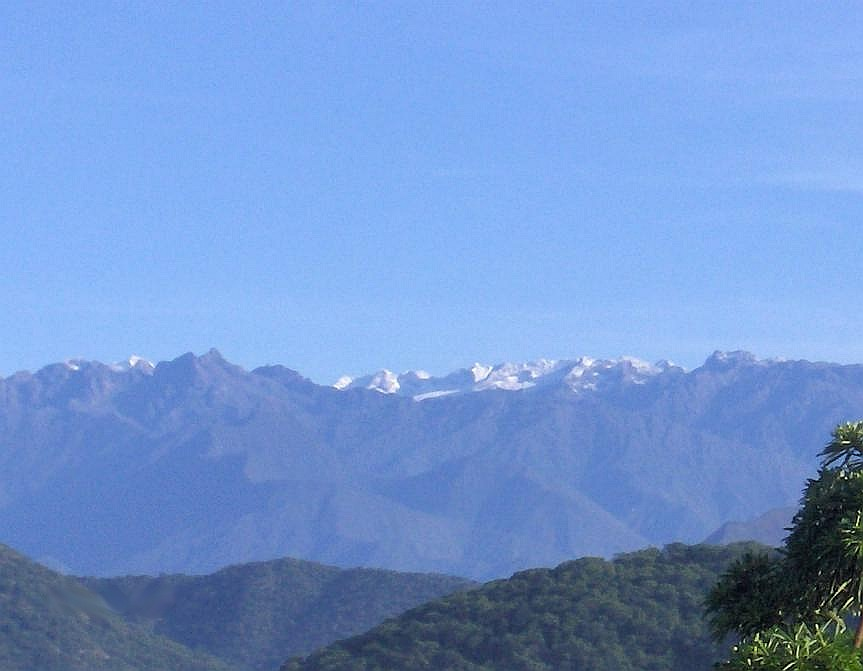
Besneeuwde toppen van de Sierra Nevada de Santa Marta.

- Gemeinsame Normdatei: 4054912-4
- Virtual International Authority File: 244540578
- WorldCat: E39PBJwmVD9txkdW6f9Jjcctrq